# Main de fer
Ne doit pas être confondu avec Bras de fer.

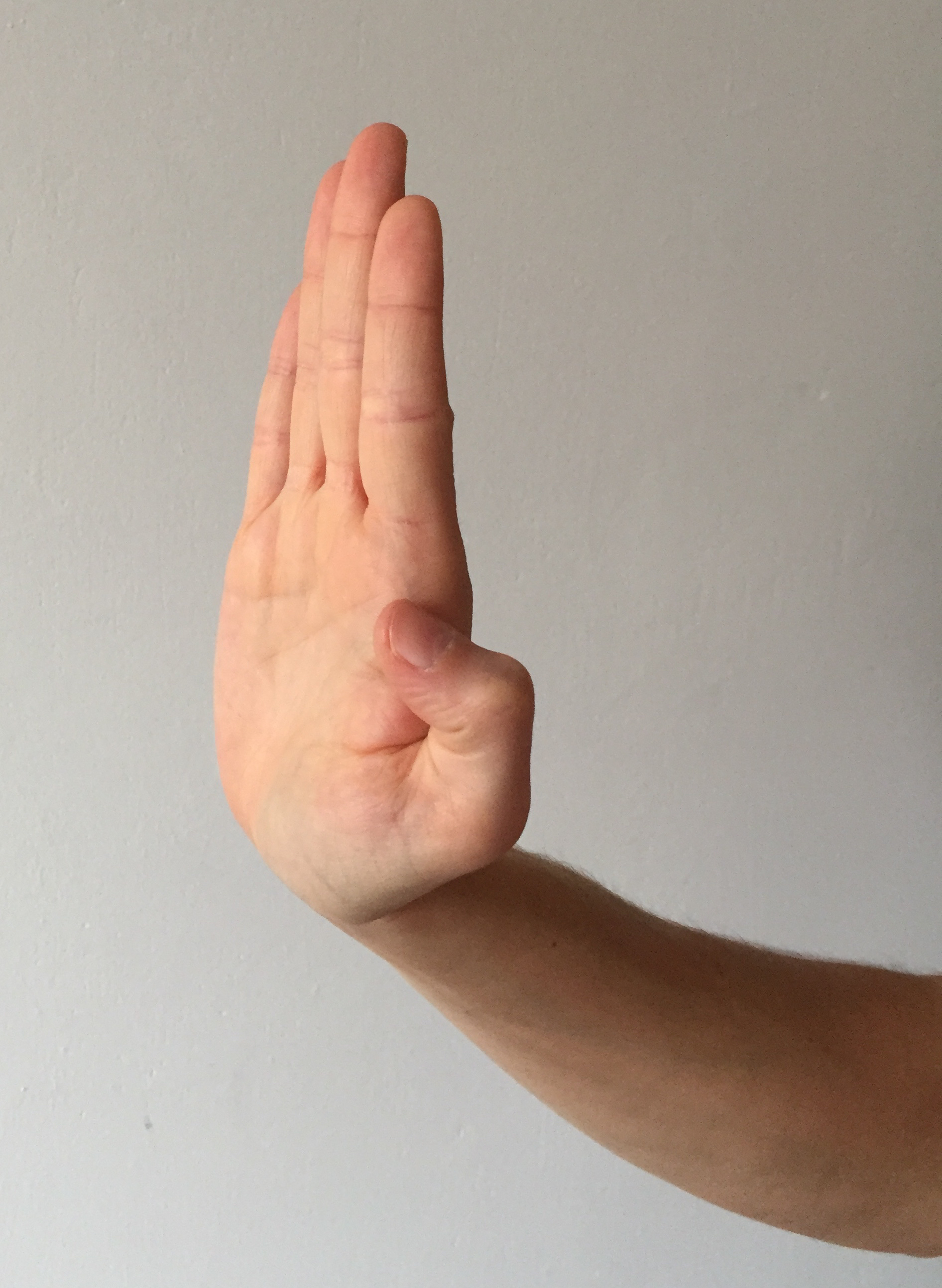
Position de la main du pratiquant du style de la main de fer.

La main de fer ou paume de fer ou style du bouddha (chinois : 铁掌功, tiězhǎnggōng, « travail de la main de fer ») est un style de combat à mains nues dans les arts martiaux chinois.

## Technique
Ce style se caractérise par sa sagesse, sa concentration, sa puissance interne. La frappe s'effectue avec la paume ou le tranchant de la main. Cette technique permet de frapper très fort au plexus, au visage, aux côtes, etc.
Les techniques spécifiques à ce style visent à l'endurcissement des mains, pour permettre au pratiquant de donner des coups puissants sans se blesser la main.